# Mittlere Elbe einschließlich Steckby-Lödderitzer Forst
Mittlere Elbe einschließlich Steckby-Lödderitzer Forst este o arie protejată (arie de protecție specială avifaunistică — SPA) din Germania întinsă pe o suprafață de 19.070 ha, integral pe uscat.

## Localizare
Centrul sitului Mittlere Elbe einschließlich Steckby-Lödderitzer Forst este situat la coordonatele 51°48′23″N 12°16′17″E / 51.8064°N 12.2714°E.

## Înființare
Situl Mittlere Elbe einschließlich Steckby-Lödderitzer Forst a fost declarat arie de protecție specială avifaunistică în noiembrie 1992 pentru a proteja 109 specii de animale.

## Biodiversitate
Situată în ecoregiunea continentală, aria protejată nu include niciun habitat protejat.
La baza desemnării sitului se află mai multe specii protejate de  păsări (109): lăcar mare (Acrocephalus arundinaceus), lăcar-de-rogoz (Acrocephalus schoenobaenus), fluierar de munte (Actitis hypoleucos), pescăruș albastru (Alcedo atthis), rață sulițar (Anas acuta), rață lingurar (Anas clypeata), rață mică (Anas crecca crecca), rață fluierătoare (Anas penelope), Anas platyrhynchos platyrhynchos, rață cârâitoare (Anas querquedula), Anas strepera strepera, Anser albifrons albifrons, gâscă cenușie (Anser anser), gârliță mică (Anser erythropus), gâscă de semănătură (Anser fabalis), fâsă de luncă (Anthus pratensis), fâsă de pădure (Anthus spinoletta), acvilă de munte (Aquila chrysaetos), acvilă țipătoare mică (Aquila pomarina), Ardea cinerea cinerea, Ardea purpurea purpurea, ciuf de câmp (Asio flammeus), rață-cu-cap-castaniu (Aythya ferina), rața moțată (Aythya fuligula), rață roșie (Aythya nyroca), buhai de baltă (Botaurus stellaris stellaris), gâsca canadiană (Branta canadensis), Branta leucopsis, gâsca cu piept roșu (Branta ruficollis), Bucephala clangula, șorecarul comun (Buteo buteo), șorecar încălțat (Buteo lagopus), fugaci de țărm (Calidris alpina), Calidris canutus, fugaci mic (Calidris minuta), caprimulg (Caprimulgus europaeus), egretă mare (Casmerodius albus albus), Charadrius dubius curonicus, prundaș gulerat mare (Charadrius hiaticula), chirighiță neagră (Chlidonias niger), barză albă (Ciconia ciconia ciconia), barză neagră (Ciconia nigra), erete de stuf (Circus aeruginosus), erete vânăt (Circus cyaneus), erete cenușiu (Circus pygargus), cristeiul de câmp (Crex crex), Cygnus columbianus bewickii, lebădă de iarnă (Cygnus cygnus), lebădă de vară (Cygnus olor), ciocănitoarea de stejar (Dendrocopos medius), ciocănitoare neagră (Dryocopus martius), presură de grădină (Emberiza hortulana), șoim de iarnă (Falco columbarius), Falco peregrinus peregrinus, șoimul rândunelelor (Falco subbuteo), Fulica atra atra, becațină comună (Gallinago gallinago), cufundar mic (Gavia stellata), Grus grus grus, codalb (Haliaeetus albicilla), Ixobrychus minutus minutus, capîntortură (Jynx torquilla), sfrâncioc roșiatic (Lanius collurio), sfrâncioc mare (Lanius excubitor excubitor), Larus argentatus, pescăruș sur (Larus canus), pescăruș-cu-cap-negru (Larus melanocephalus), pescăruș râzător (Larus ridibundus), Limosa limosa limosa, grelușelul-de-tufiș (Locustella fluviatilis), grelușel-de-zăvoi (Locustella luscinioides), ciocârlie de pădure (Lullula arborea), Luscinia svecica cyanecula, becațină mică (Lymnocryptes minimus), ferestraș mic (Mergus albellus), Mergus merganser merganser, Mergus serrator, gaia neagră (Milvus migrans), gaia roșie (Milvus milvus), rață cu ciuf (Netta rufina), Numenius arquata arquata, Nycticorax nycticorax nycticorax, vultur pescar (Pandion haliaetus), viespar (Pernis apivorus), cormoran mare (Phalacrocorax carbo carbo), bătăuș (Philomachus pugnax), ciocănitoare verzuie (Picus canus), ploier auriu (Pluvialis apricaria), Podiceps auritus auritus, Podiceps cristatus cristatus, Podiceps nigricollis nigricollis, Porzana parva parva, cresteț pestriț (Porzana porzana), pițigoi-pungar (Remiz pendulinus), mărăcinar (Saxicola rubetra), mărăcinar negru (Saxicola torquatus), chiră mică (Sterna albifrons), chiră de baltă (Sterna hirundo), Sterna paradisaea, silvie porumbacă (Sylvia nisoria), corcodel mic (Tachybaptus ruficollis), călifar alb (Tadorna tadorna), fluierar negru (Tringa erythropus), fluierar de mlaștină (Tringa glareola), fluierar cu picioare verzi (Tringa nebularia), fluierarul de zăvoi (Tringa ochropus), fluierarul cu picioare roșii (Tringa totanus), pupăză (Upupa epops), nagâț (Vanellus vanellus).
Pe lângă speciile protejate, pe teritoriul sitului au mai fost identificate 1 specie de păsări.